# Microula pentagona
Microula pentagona är en strävbladig växtart som beskrevs av W.T.Yu, S.T.Chen och Z.K.Zhou. Microula pentagona ingår i släktet Microula och familjen strävbladiga växter. Inga underarter finns listade i Catalogue of Life.